# The Family Stone
The Family Stone er et amerikansk komedie-drama fra 2005, skrevet og instrueret af Thomas Bezucha. På rollelisten medvirker Sarah Jessica Parker, Diane Keaton, Rachel McAdams, Dermot Mulroney og Luke Wilson. Filmen portrætterer en amerikansk New York-erhvervskvinde der skal visitere sin svigerfamilie i løbet af juledagene. Filmen blev mødt med blandede anmeldelser, men modtog en Golden Globe nominering for Bedste Skuespillerinde.

## Rolleliste

### Stones-familiemedlemmerne
- Diane Keaton - Sybil Stone

- Craig T. Nelson - Kelly Stone
- Rachel McAdams - Amy Stone

- Dermot Mulroney - Everett Stone
- Luke Wilson - Ben Stone
- Elizabeth Reaser - Susannah Stone Trousdale
- Tyrone Giordano - Thad Stone

### Andre
- Sarah Jessica Parker - Meredith Morton
- Claire Danes - Julie Morton
- Brian J. White - Patrick Thomas, Thads kæreste.
- Paul Schneider - Brad Stevenson, Amys romantiske partner

## Handling
New York-erhvervskvinden Meredith Morton (Sarah Jessica Parker) skal besøge sin kæreste Everett Stones (Dermot Mulroney) frisindede New England-familie i løbet af juledagene. Flere medlemmer af Familien Stone er ikke begejstrede ved deres modtagelse af Meredith og kritiserer bl.a. Everetts Wall-Street påklædning. Det fører til flere ubehagelige scenarier blandt Meredith og Stone-familien, blandt andet et spil Gæt og Grimasser, hvor Amy Stone (Rachel McAdams) beskylder Meredith for at anvende racistisk retorik overfor Thad Stones (Tyrone Giordano) sorte kæreste. Det leder til at Amy indlogerer sig på det nærmeste hotel og ringer til hendes søster Julie (Claire Danes) i Bedford, for at komme og hjælpe hende med at gøre situationen mere behagelig.
Situationen forbedres indtil juleaften hvor Meredith og Sybil Stone (Diane Keaton) kommer i uoverensstemmelse i en debat om homoseksuelt afkom. Meredith flygter fra middagen og ender i et biluheld uden for Stones hjem. Ben Stone (Luke Wilson) kommer hende til udsætning og bringer hende til den lokale bar, O'Malleys, hvor Meredith åbner sig om hendes kvaler og hendes forsøg på at vinde familien over på hendes side, hvortil Ben mener hun prøver for hårdt for at opnå anerkendelse fra Stone familien. På baren løber de ind i Brad Stevenson (Paul Schneider) som Meredith genkender fra Sybils frivole anekdoter om hans romance med Amy. Hun inviterer ham til jul hos familien Stone den efterfølgende dag. Julie og Everett indleder en søgen efter Meredith i byen, hvor Everett påbegynder en intens snak om eksistentialisme og valg i livet. Han inviterer Julie på kaffe, men hun afviser.
Meredith og Ben overnatter i hans bil, men de vågner op i samme seng 1. juledag. I sin frygt for at have haft samleje med hendes forlovedes bror, skynder Meredith sig hurtigt i tøjet, men når at blive set i Bens seng af Kelly Stone (Craig T. Nelson), som indtræder uanmeldt på værelset. Samtidig, overgiver Sybil sig til sin søn Everett og giver ham familien ring, som hun vurderer han skal tilbyde Meredith. Hun åbner samtidig op for at hendes kræft er vendt tilbage. Everett ønsker at afprøve ringen og placerer den på Julies hånd. Den ender dog med at sidde fast på Julie, som bliver tydeligt oprevet og pinligt berørt af situationen og låser sig inde på badeværelset. Meredith opsøger hende og erfarer chokeret fra Julie at Everett havde planlagt et frieri. Samtidig er Brad ankommet i en brandbil og ønsker at deltage i festlighederne, hvilket ikke behager Amy.
Til gave-ceremonien prøver Everett at trække Meredith til side, men i frygt for at han vil fri foran familien, afviser hun ham og aktiverer en gave-ceremoni for hele huset. Meredith giver hvert medlem af Stone-familien et unikt portræt af en højgravid Sybil. Familien bliver rørt af hendes betænksomhed og Amy undskylder tårevæddet overfor Meredith. Da Everett igen prøver at trække Meredith til side afbryder hun ham og udmelder højlydt at hun ikke har interesse i at blive gift med ham. Hun annoncerer samtidig at hun har været Everett utro med hans bror. Det benægter Ben, men bliver alligevel hurtigt jagtet rundt i huset af Everett. De ender med at vælte Meredith, Sybil og Amy omkuld og ødelægge køkkenbordet, men efter deres slagskamp får Ben sin bror til at indse at han ikke elsker Meredith. Derefter falder der ro i huset, hvor Meredith opsøger først Everett for forladelse og derefter Ben. Amy opsøger Brad i hans brandbil, som giver hende en snekugle i julegave. Julie er flygtet fra scenariet og skal med bussen tilbage til Bedford. Hun når at blive opsøgt af Everett og sammen ligger de planer for gensyn ved nytårsaften. Meredith er i køkkenet mens der falder ro i hendes hjem og ser sneen begynde at falde.
Et år senere er hele Stone-familien samlet igen. Meredith danner par med Ben, mens Julie danner par med Everett. Meredith er gået bort og hendes datter Amy har overtaget familiens ring.

## Produktion
Filmen var flere år undervejs. Det første udkast af manuskriptet udgjorde 300 sider og var inspireret af instruktør Thomas Bezuchas minder fra sin barndom i New England. I 2003 var det oprindeligt et projekt under titlen "Hating Her" og var en lav-budget independent produktion, som havde Johnny Knoxville, Selma Blair og Bridget Moynahan tilknyttet den. Filmen gik i hårdknude indtil manuskriptet blev sendt til Diane Keaton af forfatter og instruktør Thomas Bezucha. Efter Keaton accepterede rollen som Sybil Stone tiltræk filmen finansiering fra Fox 2000 og blev givet et produktions-budget på $18 millioner.

### Casting
Casting blev gennemført af Mindy Marin. Flere medlemmer af skuespiller-holdet havde haft karrieremæssige højdepunkter året forinden. Sarah Jessica Parker blev tilbudt rollen som Meredith mens hun var i gang med den sidste sæson af Sex & The City. HBO-serien havde gjort hende til en af de bedst-betalte skuespillere i Hollywood og The Family Stone markerede hendes første rolle efter seriens afslutning året forinden. Diane Keaton havde året forinden haft biografsucces med Nancy Meyers Når du mindst venter det, hvilket indbragte hende en Golden Globe-pris og en Oscar-nominering. Parker og Keaton havde tidligere samarbejdet på filmen Ekskonernes klub. Rachel McAdams havde samme år været biografaktuel i den amerikanske biografsucces Wedding Crashers og havde året forinden sit gennembrud i Mean Girls og The Notebook. The Family Stone var hendes sidste film fra et større produktionsselskab, før hun tog en pause for at fokusere på independent-film, en taktik der gjorde hun afviste roller i The Devil Wears Prada og Iron Man. Hun vendte tilbage til blockbusters med Guy Ritchies Sherlock Holmes i 2009.
Resten af rollebesætningen blev udgjort af de rutinerede Craig T. Nelson, Claire Danes, Luke Wilson og Dermot Mulroney, samt de mindre øvede Elizabeth Reaser, Tyrone Giordano og Brian J. White i biroller.

### Optagelse
Filmen blev optaget i januar-februar 2005, og blev færdiggjort 10 måneder forud for filmens udgivelse. Interiør var filmet på lydstudie i Los Angeles, mens eksteriør var optaget i New Jersey, der gjorde kulisse for New England.

### Udgivelse i Danmark
Filmen blev distribueret af SF Film og udgivet i 20 danske biografer d.16.12.2005, samme weekend som Peter Jacksons action-eventyr King Kong, George Clooneys drama Good Night and Good Luck og den danske komedie Den Rette Ånd. The Family Stone indløste 23.851 billetter i Danmark.
Filmen modtog blandet kritik fra det danske anmelderkorps. BT var mest positiv og belønnede filmen med en vurdering på 5 stjerner ud af 6 mulige. Berlingske var også rosende overfor filmen, med positive noter om filmens balance af drama og komedie. Politiken vurderede filmen til 3/6 og roste skuespillet af Keaton og Parker, men kritiserede filmens manglende substans. Lignende så anmelderen ved filmsiden Filmz.dk problemer med filmens forsøg på komik, som i vedkommendes optik, underminerede filmens drama. Johs H. Christensen fra Jyllands-Posten var mest negativ overfor filmen og så problemer med filmens sentimentalitet og dens forsøg på inklusivitet.

### Udgivelse i USA
I filmens primære marked, USA, åbnede den på tredjepladsen i sin åbningsweekend og brugte 15 uger i biograferne, hvor den indtjente 60 millioner amerikanske dollars. Filmen har en vurdering af 56% ud af 100% baseret på 35 professionelle anmeldelser, på det online anmeldelse-bibliotek MetaCritic. Sarah Jessica Parker modtog en Golden Globe nominering for hendes præstation i filmen, hvilket markerede hendes første anerkendelse ved ceremonien uden for hende arbejde med Sex and the City.

## Soundtrack
Filmens underlægningsmusik er udarbejdet af Michael Giacchino.
Desuden anvendes Judy Garlands version af Have Yourself a Merry Little Christmas og Dean Martins Let It Snow! Let It Snow! Let It Snow!.